# Spilosoma suffusa
Spilosoma suffusa är en fjärilsart som beskrevs av Rothschild 1914. Spilosoma suffusa ingår i släktet Spilosoma och familjen björnspinnare. Inga underarter finns listade i Catalogue of Life.